# 1919 v hudbě
Tento článek obsahuje události související s hudbou, které proběhly v roce 1919.

## Události
- 1919 – Premiéra opery Richarda Strausse Žena bez stínu (Die Frau ohne Schatten) ve Vídni

## Narození
- 3. ledna – Miloš Konvalinka, český dirigent a hudební skladatel († 27. listopadu 2000)
- 20. ledna – Štěpán Lucký, český hudební skladatel († 5. května 2006)
- 13. února – Tennessee Ernie Ford, americký zpěvák a herec († 17. října 1991)
- 17. března – Nat King Cole, americký jazzový klavírista († 15. února 1965)
- 3. dubna – Ervin Drake, americký hudební skladatel
- 21. dubna – Don Cornell, americký zpěvák († 23. února 2004)
- 3. května – Pete Seeger, americký zpěvák
- 16. května – Liberace, americký klavírista († 4. února 1987)
- 19. května – Georgie Auld, americký saxofonista († 8. ledna 1990)
- 17. června – Gene de Paul, americký hudební skladatel a klavírista († 27. února 1988)
- 13. srpna – George Shearing, britsko-americký klavírista († 14. února 2011)
- 14. září – Miroslav Barvík, český hudební skladatel a kritik († 2. března 1998)
- 16. září – Milan Harašta, český hudební skladatel († 29. srpna 1946)
- 21. září – Zdeněk Petr, český hudební skladatel († 5. prosince 1994)
- 10. října – Miroslav Kubíček, český dirigent a hudební skladatel († 14. ledna 1955)
- 11. října – Art Blakey, americký bubeník († 16. října 1990)

## Úmrtí
- 18. února – Henry Ragas, americký klavírista (* 1. ledna 1891)
- 3. března – Karel Bautzký, český hudební skladatel (* 10. května 1862)
- 6. března – Gialdino Gialdini, italský hudební skladatel (* 10. listopadu 1842)
- 24. dubna – Camille Erlanger, francouzský hudební skladatel (* 25. května 1863)
- 9. května – James Reese Europe, americký hudebník (* 22. února 1881)
- 7. června – Adolf Piskáček, český hudební skladatel (* 8. listopadu 1873)
- 21. prosince – Louis Diémer, francouzský hudební skladatel a klavírista (* 14. února 1843)